# Brett Ratner
Brett Ratner (Miami Beach, Miami, 28 de març de 1969) és un director de cinema i de vídeos musicals estatunidenc.
Fill d'una família de l'alta societat de Miami, Ratner dirigí vídeos musicals abans d'arribar a l'èxit comercial amb la comèdia d'acció Hora punta, amb Jackie Chan i Chris Tucker, que també protagonitzaren Hora punta 2.

## Filmografia

### Cinema i televisió
| Any  | Pel·lícula                             | Tipus              | Notes                        |
| ---- | -------------------------------------- | ------------------ | ---------------------------- |
| 1990 | Whatever Happened to Mason Reese       | Curtmetratge       | Director/Productor/Escriptor |
| 1997 | Els diners són el primer (Money Talks) | Llargmetratge      | Director                     |
| 1998 | Hora punta                             | Llargmetratge      | Director                     |
| 2000 | The Family Man                         | Llargmetratge      | Director                     |
| 2001 | Rush Hour 2                            | Llargmetratge      | Director                     |
| 2002 | Red Dragon                             | Llargmetratge      | Director                     |
| 2004 | After the Sunset                       | Llargmetratge      | Director                     |
| 2005 | Prison Break (Pilot)                   | Sèrie de televisió | Director                     |
| 2006 | X-Men: The Last Stand                  | Llargmetratge      | Director                     |
| 2006 | Becker Hargrove, Inc.                  | Curtmetratge       | Productor                    |
| 2007 | Hora punta 3                           | Llargmetratge      | Director                     |
| 2009 | New York, I Love You                   | Llargmetratge      | Director                     |
| 2010 | Kites:The Remix                        | Llargmetratge      | Editor                       |
| 2011 | Brother's Grimm: Snow White            | Llargmetratge      | Director                     |
| 2011 | Tower Heist                            | Llargmetratge      | Director                     |
| 2011 | Mother's Day                           | Llargmetratge      | Productor                    |
| 2012 | Blancaneu (Mirror Mirror)              | Llargmetratge      | Productor                    |
| 2013 | Movie 43                               | Llargmetratge      | Director                     |
| 2014 | Hercules                               | Llargmetratge      | Director                     |

### Vídeos musicals
| Any  | Títol                                                        | Artista                               | Notes    |
| ---- | ------------------------------------------------------------ | ------------------------------------- | -------- |
| 1993 | "Rat Bastard"                                                | Prime Minister Pete Nice & Daddy Rich | Director |
| 1993 | "Kick the Bobo"                                              | Prime Minister Pete Nice & Daddy Rich | Director |
| 1993 | "Tonight's da Night"                                         | Redman                                | Director |
| 1993 | "Pink Cookies In a Plastic Bag Getting Crushed By Buildings" | LL Cool J                             | Director |
| 1994 | "Nuttin' But Love"                                           | Heavy D and the Boyz                  | Director |
| 1997 | "Triumph"                                                    | Wu-Tang Clan                          | Director |
| 1998 | "I Still Believe"                                            | Mariah Carey                          | Director |
| 1999 | "Beautiful Stranger"                                         | Madonna                               | Director |
| 1999 | "Heartbreaker"                                               | Mariah Carey                          | Director |
| 2000 | "Thank God I Found You"                                      | Mariah Carey                          | Director |
| 2001 | "Diddy"                                                      | P. Diddy                              | Director |
| 2005 | "It's Like That"                                             | Mariah Carey                          | Director |
| 2005 | "We Belong Together"                                         | Mariah Carey                          | Director |
| 2005 | "These Boots Are Made for Walkin'"                           | Jessica Simpson                       | Director |
| 2006 | "Say Somethin'"                                              | Mariah Carey                          | Director |
| 2006 | "A Public Affair"                                            | Jessica Simpson                       | Director |
| 2006 | "Samantha"                                                   | Courtney Love                         | Director |
| 2008 | "7 Things"                                                   | Miley Cyrus                           | Director |
| 2008 | "Touch My Body"                                              | Mariah Carey                          | Director |
| 2008 | "Just Like Me"                                               | Jamie Foxx                            | Director |
| 2009 | "Obsessed"                                                   | Mariah Carey                          | Director |
| 2009 | "H.A.T.E.U."                                                 | Mariah Carey                          | Director |
| 2012 | "Follow The Leader"                                          | Jennifer Lopez & Wisin and Yandel     | Director |